# 31065 Бейшіжанґ
31065 Бейшіжанґ (31065 Beishizhang) — астероїд головного поясу, відкритий 10 жовтня 1996 року.
Тіссеранів параметр щодо Юпітера — 3,326.